# Harpalus rubripes
Harpalus rubripes es una especie de escarabajo del género Harpalus, familia Carabidae. Fue descrita científicamente por Duftschmid en 1812.
Habita en Irlanda, Gran Bretaña, Dinamarca, Noruega, Suecia, Finlandia, Francia, Bélgica, Países Bajos, Alemania, Suiza, Austria, Chequia, Eslovaquia, Hungría, Polonia, Estonia, Letonia, Lituania, Bielorrusia, Ucrania, Portugal, España, Italia, Eslovenia, Croacia, Bosnia y Herzegovina, Yugoslavia, Macedonia del norte, Albania, Grecia, Bulgaria, Rumania, Moldavia, Siria, Turquía, Chipre, Irán, Georgia, Armenia, Azerbaiyán, Kazajistán, Uzbekistán, Turkmenistán, Kirguistán, Tayikistán, China, Corea del Norte, Estados Unidos, Rusia y Mongolia.